# Liste der Baudenkmäler in Coburg/Ketschendorf

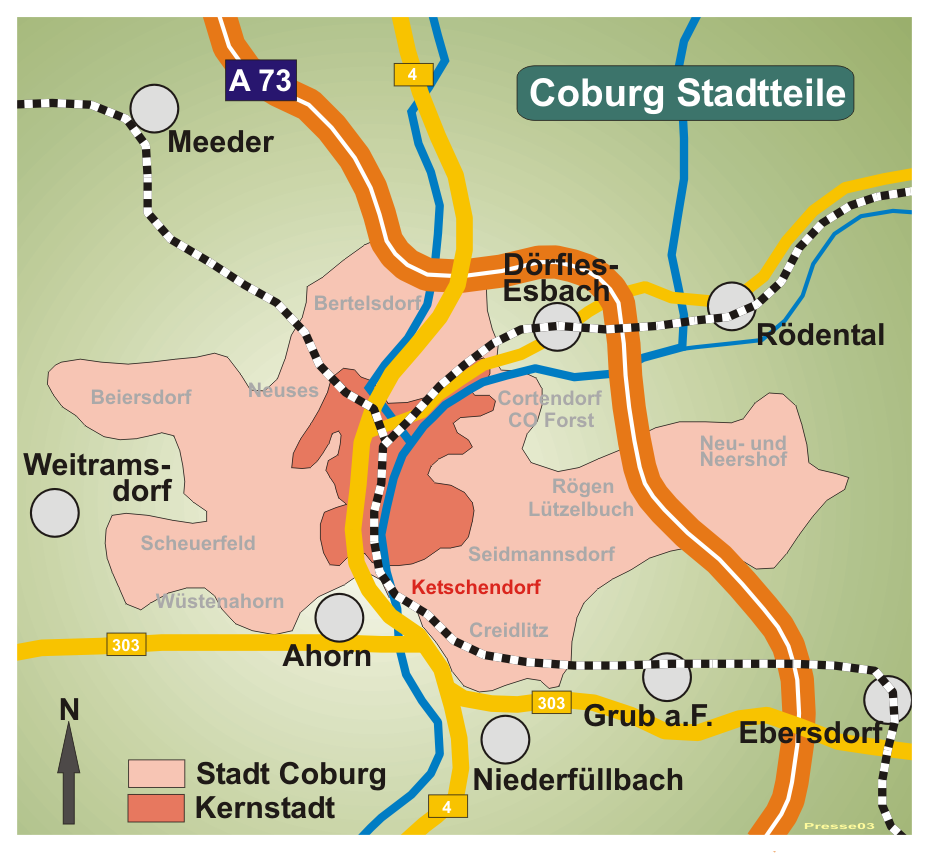
Coburg Stadtteil Ketschendorf

Der Coburger Stadtteil Ketschendorf liegt südlich der Kernstadt.

## Ketschendorf
| Adresse Bezeichnung Akten-Nr.                                                                           | Beschreibung | Foto |
| --- | --- | ---- |
| Dr.-Hans-Schack-Straße 34 (Standort) Ehemaliges evangelisches Gemeindezentrum St. Lukas D-4-63-000-1281 | Das ehemalige evangelische Gemeindezentrum St. Lukas steht am Ketschendorfer Hang. Es ist ein mehrteiliger, gestaffelter Sattel- und Pultdachbau. Kirchensaal mit 190 Sitzplätzen, Gemeindesaal für bis zu 220 Personen, Pfarramt, Bibliothek, Gemeinde-, Gruppen- und Nebenräumen, sind um eine große Aufenthaltshalle mit versetzten Ebenen angeordnet. Im Westen befinden sich getrennt erschlossen eine Mesnerwohnung, zwei Pfarrwohnungen und Garagen. Das Bauwerk entstand 1967–1969 in Kalksandstein-Sichtmauerwerk nach Plänen des Architekten Hans Busso von Busse unter Mitarbeit von Roland Büch aus München und Gerhard und Ilse Schulwitz aus Coburg. |      |
| Ketschendorfer Straße 71 (Standort) Wohnhaus D-4-63-000-823                                             | Das Walmdachhaus wurde 1831 als eingeschossiges Wohnhaus errichtet und 1847 um ein Geschoss aufgestockt. Das Fachwerkobergeschoss ist verschiefert. Auf der Langseite besitzt das Gebäude acht Fensterachsen, auf der Stirnseite drei Fensterachsen. Die Fensterabstände sind unregelmäßig. |      |
| Ketschendorfer Straße 77 (Standort) Ehemaliger Propsteihof D-4-63-000-591                               | Das zweigeschossige Halbwalmdachhaus steht auf dem ehemaligen Propsteihof und wurde um 1800 errichtet. |      |
| Ketschendorfer Straße 85 (Standort) Ehemaliger Kastenhof D-4-63-000-592                                 | Das Traufseithaus steht mit dem Giebel in Richtung zur Parkstraße auf dem ehemaligen Kastenhof. Vermutlich stammt es aus dem Anfang des 19. Jahrhunderts. |      |
| Neue Heimat 5 (Standort) Grundschule Coburg-Ketschendorf D-4-63-000-593                                 | Die Neue-Heimat-Schule wurde 1901 von Baumeister Renner aus Stöppach als Neurenaissancebau mit Ziergiebel, Dachreiter und Laube errichtet; Bauleiter war der Coburger Gottlieb Rehlein. Sie wurde 1902 eröffnet und war die erste eigene Schule der damals noch selbstständigen Gemeinde Ketschendorf. Heute wird sie als Grundschule genutzt. |      |
| Parkstraße 2 (Standort) Schloss Ketschendorf D-4-63-000-594                                             | Der Vorgängerbau war ein Sommerschlösschen, das im Auftrag von Herzogin Auguste Caroline Sophie 1804 bis 1805 errichtet wurde und das sie nach dem Tod ihres Gemahls Franz Friedrich Anton von Sachsen-Coburg und Gotha als Witwensitz bewohnte. Daneben wurde das Schloss von Herzogin Marie von Württemberg, der zweiten Gemahlin des Ernst I., als Witwensitz genutzt. Um 1868 wurde das Sommerschlösschen von der unter dem Künstlernamen Rosine Stoltz bekannten französischen Opernsängerin Victoire Noël (1815–1903) angekauft. Diese wurde 1865 Freifrau von Stolzenau und 1868 in den Stand der Baronin von Ketschendorf erhoben. In einem 1868 mit dem Architekten Georg Konrad Rothbart geschlossenen Vertrag vereinbarte sie den Neubau des Schlosses. Seit 1956 wurde das Schloss als Jugendherberge genutzt. 1981 wurde es renoviert und in südlicher Richtung durch einen Anbau erweitert. Seit 2013 gehört es dem Unternehmen Kaeser Kompressoren und wird als Tagungszentrum benutzt. |      |
| Parkstraße 7 (Standort) Ehemaliges Stall- und Remisengebäude D-4-63-000-824                             | Das Gebäude wurde 1869 von dem Architekten Georg Konrad Rothbart errichtet. Es diente als Stall- und Remisengebäude für das Schloss Parkstraße 2. Es ist als eingeschossiges, traufständiges Walmdachhaus aus Ziegel erbaut; auf der Straßenseite ist es durch ein mittiges Zwerchhaus gegliedert. |      |